# Riau

Topographische Karte der Provinz

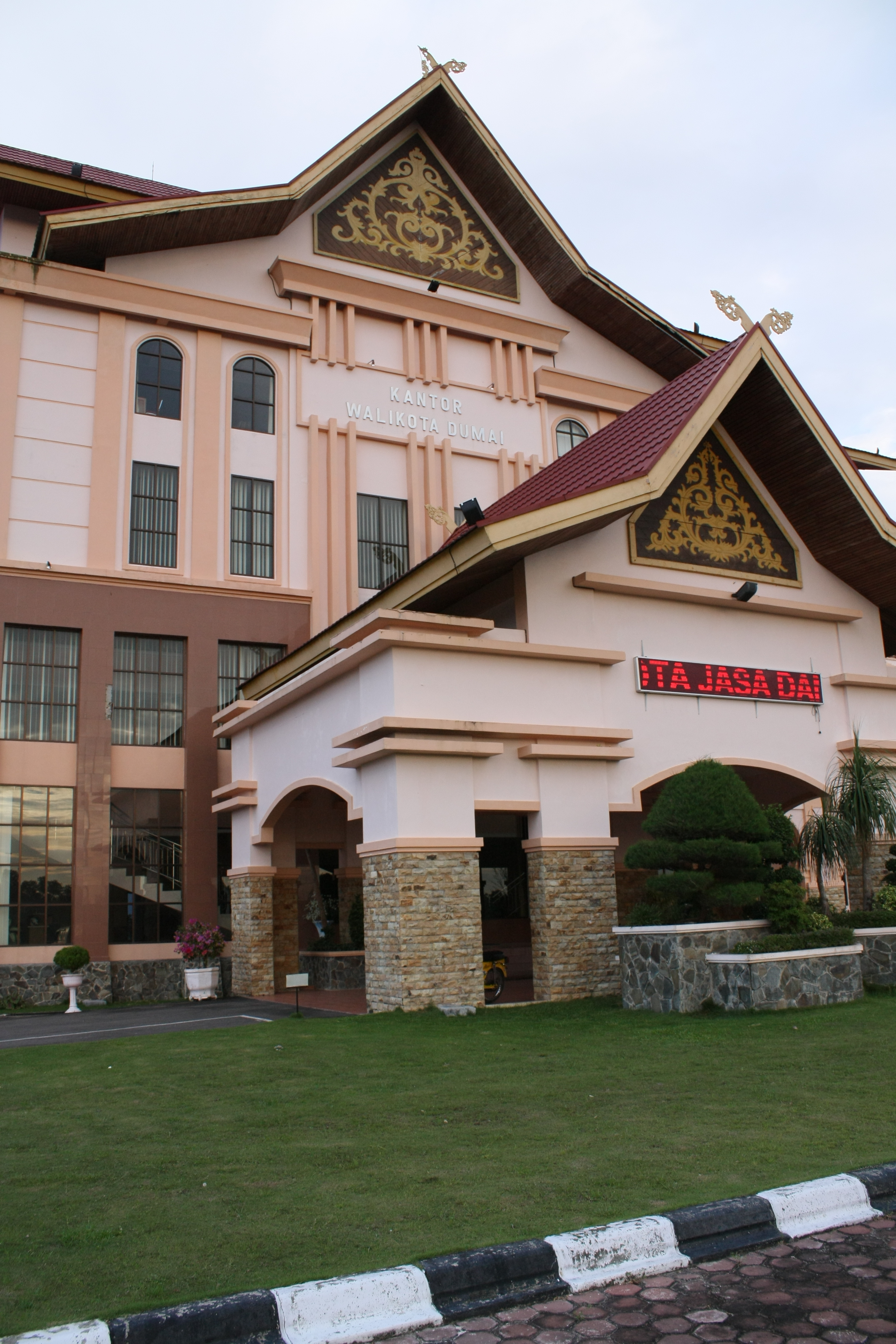
Haus des Bürgermeisters in Pekanbaru

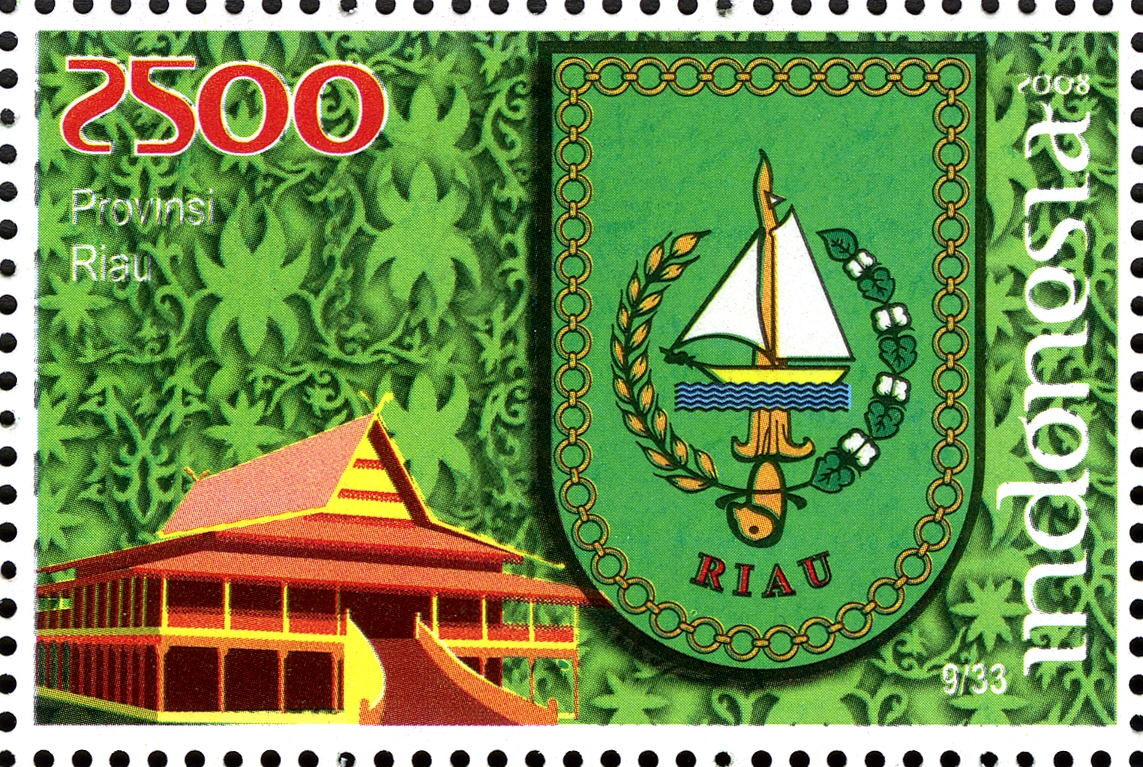
Briefmarke mit Provinzwappen, 2008 erschienen

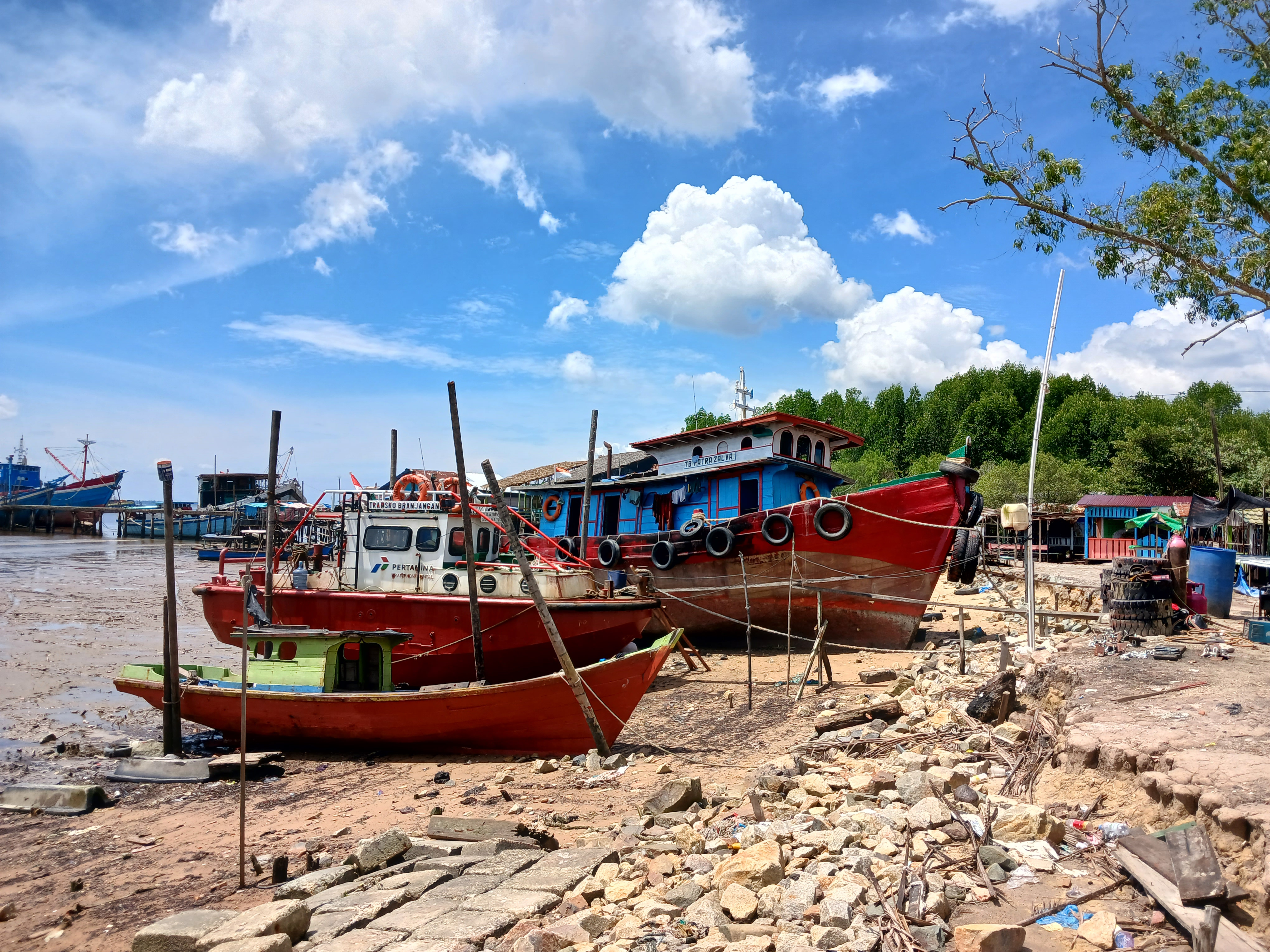
Fischerbotte in der Stadt Umai

Riau ist eine indonesische Provinz im Osten der Insel Sumatra. Am Jahresende 2023 betrug die (fortgeschriebene) Bevölkerung nahezu 7 Millionen Einwohner, davon waren 51,05 % männlich (3.502.832) und 48,95 % weiblich (3.358.405). Diese Werte verschaffen Riau nach Sumatra Selatan (mit etwa 18 Prozent) einen zweiten Platz in der Rangliste der zehn Provinzen auf der Insel Sumatra. Flächenmäßig muss sich die Provinz mit dem 4. Rang (11 Prozent) begnügen, bei der Einwohnerdichte belegt sie (noch vor Jambi) den vorletzten Platz (79 Einw. pro km²), der Durchschnitt für die Insel Sumatra liegt bei 127.
Die Hauptstadt der Provinz ist Pekanbaru, das als autonome Stadt indonesisch Kota die gleichen politischen und juristischen Rechte wie ein Regierungsbezirk genießt.

## Geographie

### Lage
Riau liegt im flachen, von Sümpfen durchzogenen Ostteil Sumatras an der Straße von Malakka. Riau ist neben Sumatra Barat, den Riau-Inseln und der Provinz Sumatra Utara (hier nur die Nias-Inseln) eine der vier Provinzen auf der Insel Sumatra, die beidseits des Äquators liegen. Sie erstreckt sich zwischen 2° 25′ n. Br. und 1°05′ s. Br. sowie zwischen 100° 00′ und 105° 05′ ö. L. Die Provinz grenzt im Norden an die Provinz Sumatra Utara, im Osten an die Riau-Inseln, im Süden an die Provinz Jambi sowie im Südwesten an Sumatra Barat. Die wohl längste Grenze hat die Provinz mit der Küstenlinie der Straße von Malakka. Die natürliche Grenze zieht sich beginnend im Norden bis zum Südosten (über ca. 700 km). Zur Provinz gehören 144 Inseln, die meisten in den Bezirken Pelalawan (43) und Rokan Hilir (36), jeder Bezirk „besitzt“ mindestens eine Insel.

### Natur
Nur durch schmale Meeresarme getrennt lagern sich flache Inseln ('indonesisch Pulau') an die Küste:
- Rupat (mit dem größten Ort Batupanjang)
- Bengkalis (mit dem gleichnamigen Hauptort)
- Padang
- Rangsang
- Rantau
- Penyeler (mit dem Hauptort Mendung), direkt vor der Mündung des Flusses Kampar

Die Insel Kundur, östlich von Penyeler, gehört schon zu den Riau-Inseln (Kepulauan Riau), die seit 2004 eine eigene Provinz bilden.
Weitere küstennahe Inseln liegen vor der Mündung des Indragiri, nahe der Stadt Tembilahan. Etwas südlich, vor der Mündung des Batang Hari, liegen zwei kleine Inseln.
Die Flüsse Siak, Indragiri, Kampar und Rokam durchströmen die Provinz.

### Wetter und Klima
Beidseits des Äquators herrscht tropisches Regenwaldklima (feuchttropisches Klima). Man unterscheidet eine trockene Jahreszeit (Juni bis September) und die Regenzeit (August bis November). In der Provinz bestehen fünf meteorologische Stationen: Kab. Indragiri Hulu, Pangkalan Kerinci Airport RAPP (Pelalawan Kab.), Tambang (Kampar Kab.), Station Sultan syarifkaisim II in Pekanbaru und Pinang Kampai Airport in der Stadt Dumai.
Im Jahr 2020 wurden Temperaturen zwischen 20 und 38 °C ermittelt, die Luftfeuchtigkeit lag zwischen 48 und 100 %, bei einem geschätzten Mittelwert von 73 bis 88 %. In Indragiri Hulu fiel im April 2020 der meiste Regen (506 mm an 17 Tagen), der trockenste Monat war der Februar in Pekanbaru (30 mm). Pelalawan verzeichnete im Juni 2020 nur 4 Regentage, Kampar im November das Sechsfache.

## Verwaltungsgliederung
Die Provinz besteht aus zehn Regierungsbezirken (indonesisch Kabupaten) sowie zwei autonomen Städten (indonesisch Kota). Diese gliedern sich seit 2017 in 169 Distrikte oder Unterbezirken (indonesisch Kecamatan), zuvor waren es 166. Diese bestehen seit der Volkszählung 2020 aus 1873 Dörfern, von denen 267 städtischen Typs sind (indonesisch Kelurahan) und 1606 einen dörflichen Charakter (indonesisch Desa) besitzen. Man unterscheidet weiterhin nach ländlichen und städtischen Konditionen, wie z. B. Anordnung der Häuser und der Infrastruktur: So gab es 2020 (bis heute) 429 urbane (indonesisch Perkotaan) und 1444 ländliche, rurale (indonesisch Perdesaan) Dörfer oder Regionen.
| Kode 1 | Wappen        | Kabupaten/Kota Regierungsbezirk/Stadt | Ibu Kota Regierungssitz | Kecamatan Subdistrikt | Kel. 2/ Desa 3 Dörfer | 0Fläche0 [km²] | Bevöl- kerung (2010) 4 | Bevöl- kerung (2020) 5 | Dichte Einw./km² (2020) |
| ------ | ------------- | ------------------------------------- | ----------------------- | --------------------- | --------------------- | -------------- | ---------------------- | ---------------------- | ----------------------- |
| 14.01  |               | Kab. Kampar                           | Bangkinang              | 21                    | 8 / 242               | 10.983,47      | 688.204                | 841.332                | 76,6                    |
| 14.02  |               | Kab. Indragiri Hulu                   | Rengat                  | 14                    | 16 / 178              | 7.723,80       | 363.442                | 444.548                | 57,6                    |
| 14.03  |               | Kab. Bengkalis                        | Bengkalis               | 11                    | 19 / 136              | 6.975,41       | 498.336                | 565.569                | 81,1                    |
| 14.04  |               | Kab. Indragiri Hilir                  | Tembilahan              | 20                    | 39 / 197              | 12.614,78      | 661.779                | 654.909                | 51,9                    |
| 14.05  |               | Kab. Pelalawan                        | Pangkalan Kerinci       | 12                    | 14 / 104              | 12.758,45      | 301.829                | 390.046                | 30,6                    |
| 14.06  |               | Kab. Rokan Hulu                       | Pasir Pangaraian        | 16                    | 6 / 139               | 7.588,13       | 474.843                | 561.385                | 74,0                    |
| 14.07  |               | Kab. Rokan Hilir                      | Bagansiapiapi           | 18                    | 24 / 174              | 8.881,59       | 553.216                | 637.161                | 71,7                    |
| 14.08  |               | Kab. Siak                             | Siak Sri Indrapura      | 14                    | 9 / 122               | 7.805,54       | 498.336                | 565.569                | 72,5                    |
| 14.09  |               | Kab. Kuantan Singingi                 | Teluk Kuantan           | 15                    | 11 / 218              | 5.259,36       | 292.116                | 334.943                | 63,7                    |
| 14.10  |               | Kab. Kepulauan Meranti                | Selat Panjang           | 9                     | 5 / 96                | 3.707,84       | 176.290                | 206.116                | 55,6                    |
| 14.71  |               | Kota Pekanbaru                        | Pekanbaru               | 12                    | 83 / -                | 632,27         | 897.767                | 983.356                | 1.555,3                 |
| 14.72  |               | Kota Dumai                            | Dumai                   | 7                     | 33 / -                | 1.623,38       | 253.803                | 316.782                | 195,1                   |
| 14     | Provinsi Riau | Provinsi Riau                         | Pekanbaru               | 169                   | 267 / 1606            | 87.023,66      | 5.538.367              | 6.394.087              | 73,5                    |

## Demographie
Die Bevölkerung setzt sich aus etwa 15 verschiedenen Volksgruppen zusammen. 87,05 % der Bevölkerung gehört dem sunnitischen Islam an, sie benutzen traditionell eine orthodoxe Richtung. Zum Jahresende 2022 gab es in der Provinz Riau 732.196 Christen, etwa 90 % davon waren Protestanten (659.689). Anteilmäßig die meisten Christen lebten in den drei Bezirken Pelalawan (19,39 %), Siak (17,08 %) sowie Rokan Hulu (15,44 %). Der Anteil der 136.689 Buddhisten lag bei 2,03 Prozent.
Im Jahr 2020 wurden 6318 Moscheen, 6544 kleinere Gebetsräume (indonesisch Mushola), 1859 lutherisch-evangelische Kirchen, 244 römisch-katholische Kirchen, 8 Hindu-Tempel sowie 94 buddhistische Klöster (davon 37 in Pekanbaru) gezählt. An 27 privaten und zwei Staatlichen Universitäten lehrten 4.799 Lehrer 36.029 Studenten.
Die in Riau gesprochene Ausprägung der malaiischen Sprache wurde Modell für das weitenteils einheitliche, in Malaysia und in Indonesien über lokale Dialekte und Sprachen hinweg genutzte Malaiisch.

### Bevölkerungsentwicklung und Geschlechterverteilung
Nachfolgende Tabelle gibt den Bevölkerungsstand nach Geschlecht zum Zensus 2020, vom Jahresende 2022, von der Jahresmitte und zum Jahresende 2023 wieder. Er resultiert neben den Zensusergebnissen aus den Ergebnissen der Fortschreibung durch die örtlichen Zivilregistrierungsbüros (Disdukcapil, indonesisch Dinas Kependudukan dan Pencatatan Sipil). Diese Bevölkerungsstände können in drei interaktiven Karten und über eine Datenbank abgerufen werden. Zusätzlich wurde nach der Rang der Kabupaten und Kota innerhalb der Provinz nach den letzten Bevölkerungsangaben von Ende 2023 angegeben.
| Kab./Kota         | Zensus 2020 | Zensus 2020 | Zensus 2020 | Zensus 2020 | Ende 2022 | Ende 2022 | Ende 2022 | Mitte 2023 | Mitte 2023 | Mitte 2023 | Ende 2023 | Ende 2023 | Ende 2023 | Ende 2023 | Rang |
| Kab./Kota         | insg.       | männl.      | weibl.      | Sex Ratio   | insg.     | männl.    | weibl.    | insg.      | männl.     | weibl.     | insg.     | männl.    | weibl.    | Sex Ratio | Rang |
| ----------------- | ----------- | ----------- | ----------- | ----------- | --------- | --------- | --------- | ---------- | ---------- | ---------- | --------- | --------- | --------- | --------- | ---- |
| Kampar            | 841.332     | 431.295     | 410.037     | 48,74       | 847.236   | 432.615   | 414.621   | 854.738    | 436.325    | 418.413    | 860.379   | 439.148   | 421.231   | 104,25    | 2    |
| Indragiri Hulu    | 444.548     | 228.502     | 216.046     | 48,60       | 462.303   | 236.876   | 225.427   | 466.436    | 238.974    | 227.462    | 472.799   | 242.306   | 230.493   | 105,13    | 8    |
| Bengkalis         | 565.569     | 290.118     | 275.451     | 48,70       | 646.716   | 330.631   | 316.085   | 651.835    | 333.228    | 318.607    | 658.846   | 336.794   | 322.052   | 104,58    | 5    |
| Indragiri Hilir   | 654.909     | 339.599     | 315.310     | 48,15       | 683.962   | 352.866   | 331.096   | 690.236    | 356.213    | 334.023    | 695.571   | 358.807   | 336.764   | 106,55    | 3    |
| Pelalawan         | 390.046     | 201.685     | 188.361     | 48,29       | 411.926   | 212.563   | 199.363   | 415.469    | 214.338    | 201.131    | 422.445   | 217.683   | 204.762   | 106,31    | 9    |
| Rokan Hulu        | 561.385     | 286.928     | 274.457     | 48,89       | 564.419   | 286.813   | 277.606   | 568.004    | 288.500    | 279.504    | 573.520   | 291.470   | 282.050   | 103,34    | 6    |
| Rokan Hilir       | 637.161     | 327.243     | 309.918     | 48,64       | 654.286   | 334.837   | 319.449   | 656.905    | 335.983    | 320.922    | 662.546   | 338.882   | 323.664   | 104,70    | 4    |
| Siak              | 457.940     | 236.494     | 221.446     | 48,36       | 470.485   | 241.575   | 228.910   | 474.625    | 243.766    | 230.859    | 480.169   | 246.489   | 233.680   | 105,48    | 7    |
| Kuantan Singingi  | 334.943     | 170.406     | 164.537     | 49,12       | 347.949   | 176.578   | 171.371   | 350.975    | 178.136    | 172.839    | 356.246   | 180.929   | 175.317   | 103,20    | 10   |
| Kepulauan Meranti | 206.116     | 106.502     | 99.614      | 48,33       | 211.187   | 108.730   | 102.457   | 211.515    | 108.900    | 102.615    | 211.771   | 109.077   | 102.694   | 106,22    | 12   |
| Kota Pekanbaru    | 983.356     | 495.117     | 488.239     | 49,65       | 1.107.327 | 557.026   | 550.301   | 1.116.142  | 561.263    | 554.879    | 1.123.348 | 564.628   | 558.720   | 101,06    | 1    |
| Kota Dumai        | 316.782     | 162.769     | 154.013     | 48,62       | 335.303   | 172.277   | 163.026   | 338.064    | 173.758    | 164.306    | 343.597   | 176.619   | 166.978   | 105,77    | 11   |
| R I A U           | 6.394.087   | 3.276.658   | 3.117.429   | 48,75       | 6.743.099 | 3.443.387 | 3.299.712 | 6.794.944  | 3.469.384  | 3.325.560  | 6.861.237 | 3.502.832 | 3.358.405 | 104,30    |      |

## Geschichte
Die strategisch günstige Lage an der Straße von Malakka und somit der kürzeste Seeweg vom Kaiserreich China nach Indien bedingte schon früh die Bedeutung der Region. Seit dem 15. Jahrhundert, als Sumatra islamisiert wurde, stand Riau unter dem Einfluss des Reiches von Malakka, später entstand hier ein eigenes Sultanat.
Die europäischen Kolonialmächte Portugal, Großbritannien und die Niederlande kämpften um Einfluss, bevor im Britisch-Niederländischen Vertrag von 1824 ganz Sumatra den Niederlanden zugesprochen wurde. Die Region erwies sich als widerspenstig; erst 1911 wurde das Sultanat abgeschafft und eine holländische Kolonialverwaltung eingerichtet.
Nach der Unabhängigkeit Indonesiens 1949 erfolgten einige administrative Umstrukturierungen. Riau befand sich bis Mitte 1957 in der aufgelösten Provinz Zentral-Sumatra (Sumatera Tengah). Riau bestand zu dem Zeitpunkt aus den drei Bezirken Kampar, Bengkalis und Indragiri Hilir. Ab dem Jahr 1965 wurden die heute existenten Bezirke gebildet, so im Oktober 1999 Pelalawan und Rokan Hulu aus Kampar, Rokan Hilir und Siak aus Bengkalis sowie Kuantan Singingi aus Indragiri Hulu. Zur gleichen Zeit wurde die Verwaltungsstadt Dumai eine unabhängige Kota. Als letztes erfuhr 2009 der Kabupaten Kepulauan Meranti (die Meranti-Inseln) seine Neubildung.

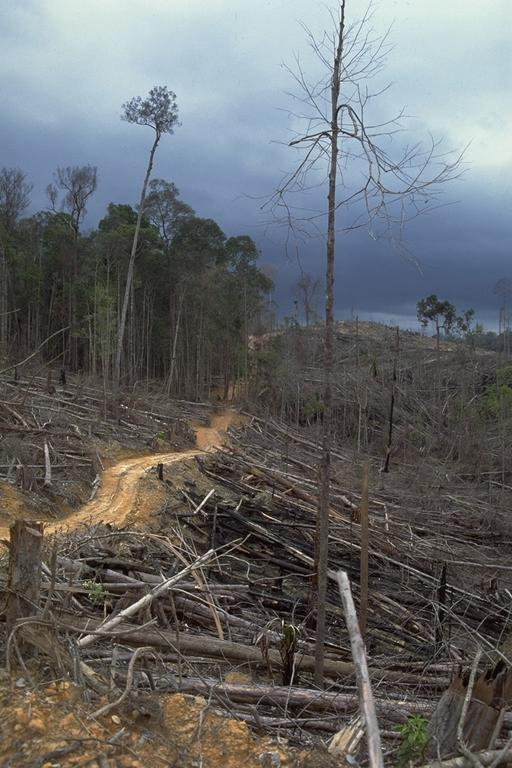
Abholzung für Ölpalmplantage neben Bukit Tigapuluh Nationalpark

## Ökologie
Riau besitzt eine Vielzahl von natürlichen Ressourcen wie Erdöl, Erdgas, Gummi, Palmöl, Fische und Holz. Seit 1999 wird in Riau intensive Holzwirtschaft (Papier-, Zellstoff- und Holzherstellung) betrieben. Außerdem wurden Palmöl-Plantagen errichtet. So verschwinden seitdem pro Tag etwa 3 km² tropischer Regenwald, dies entspricht 600 Fußballfeldern; daher gewinnen geschützte Gebiete immer mehr an Bedeutung. Die Waldbrandgefahr ist durch Dürren stark gestiegen. 2010 kam es zu Brandstiftungen auf den Torfmoorböden, die die Luftqualität bis in Malaysia und Singapur beeinträchtigten. Auch 2015 gab es wieder wochenlange Waldbrände.

## Nationalparks
Im Süden von Riau gibt es mehrere Nationalparks und Reservate, die auch vom WWF unterstützt werden.
- Tesso Nilo Nationalpark (geplant: 1500 km², Vergleich: Saarland 1930 km²)
- Bukit Tigapuluh National Park
- Kerumutan Reservate
- Bukit Rimbang und Bukit Baling Reservate

In diesen Nationalparks und Reservaten lebt der inzwischen extrem bedrohte Sumatra-Elefant, von dem 1985 noch rund 1600 Exemplare in Riau gezählt wurden, heute aber nur noch knapp 400.

## Galerie

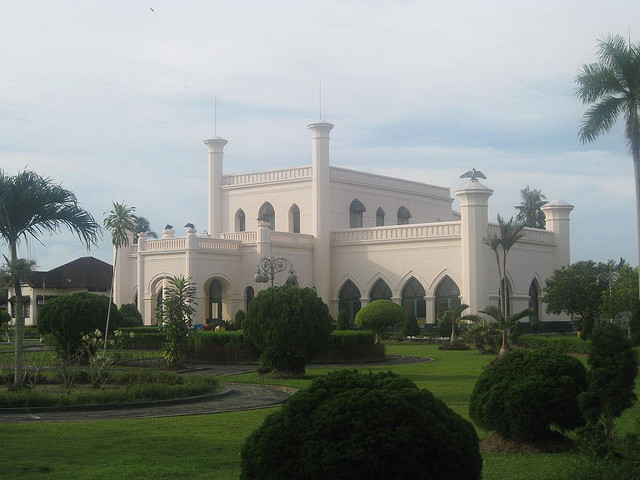
Siak Sri Inderapura-Palast (1889 erbaut)
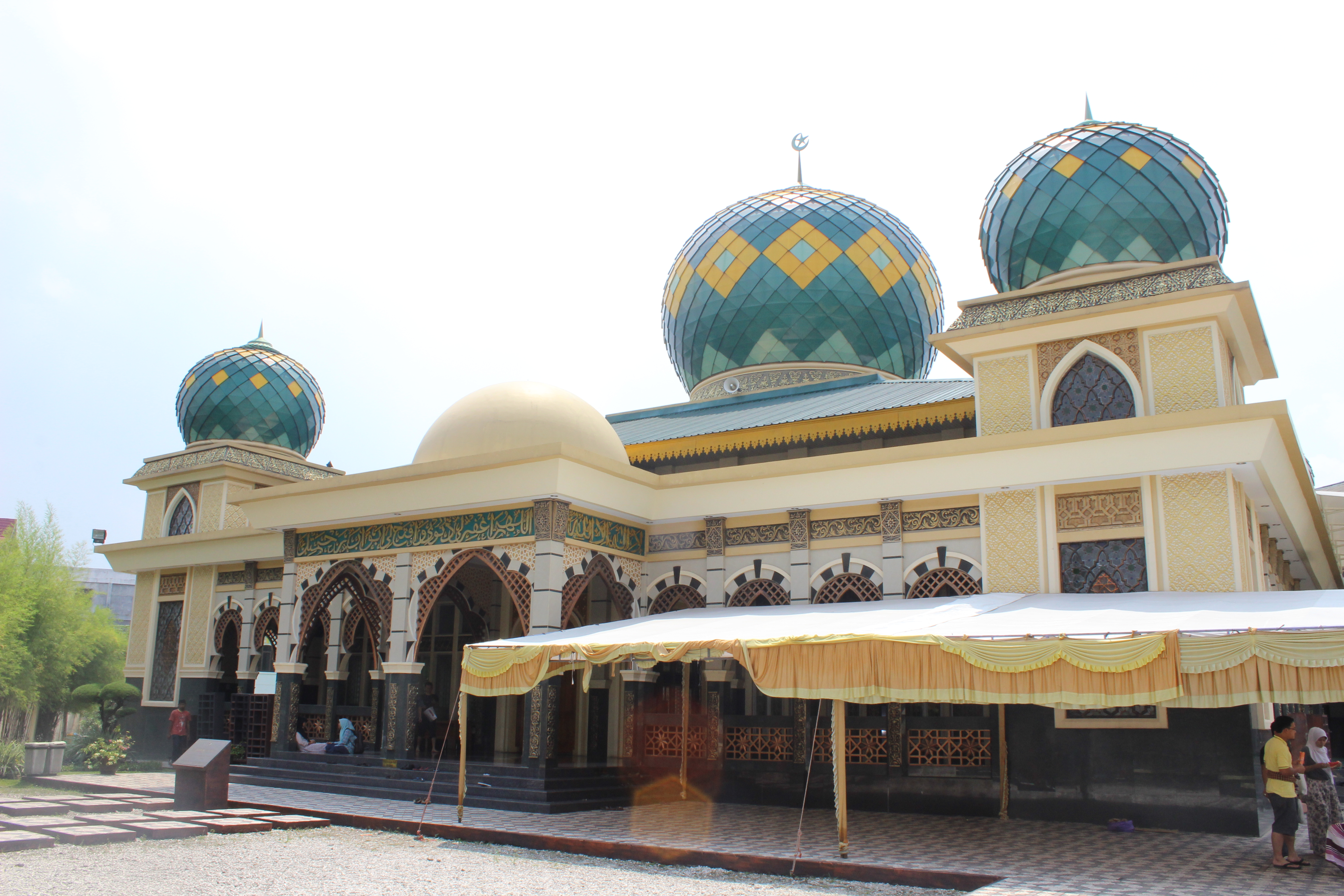
Masjid ar-Rahman in Pekanbaru
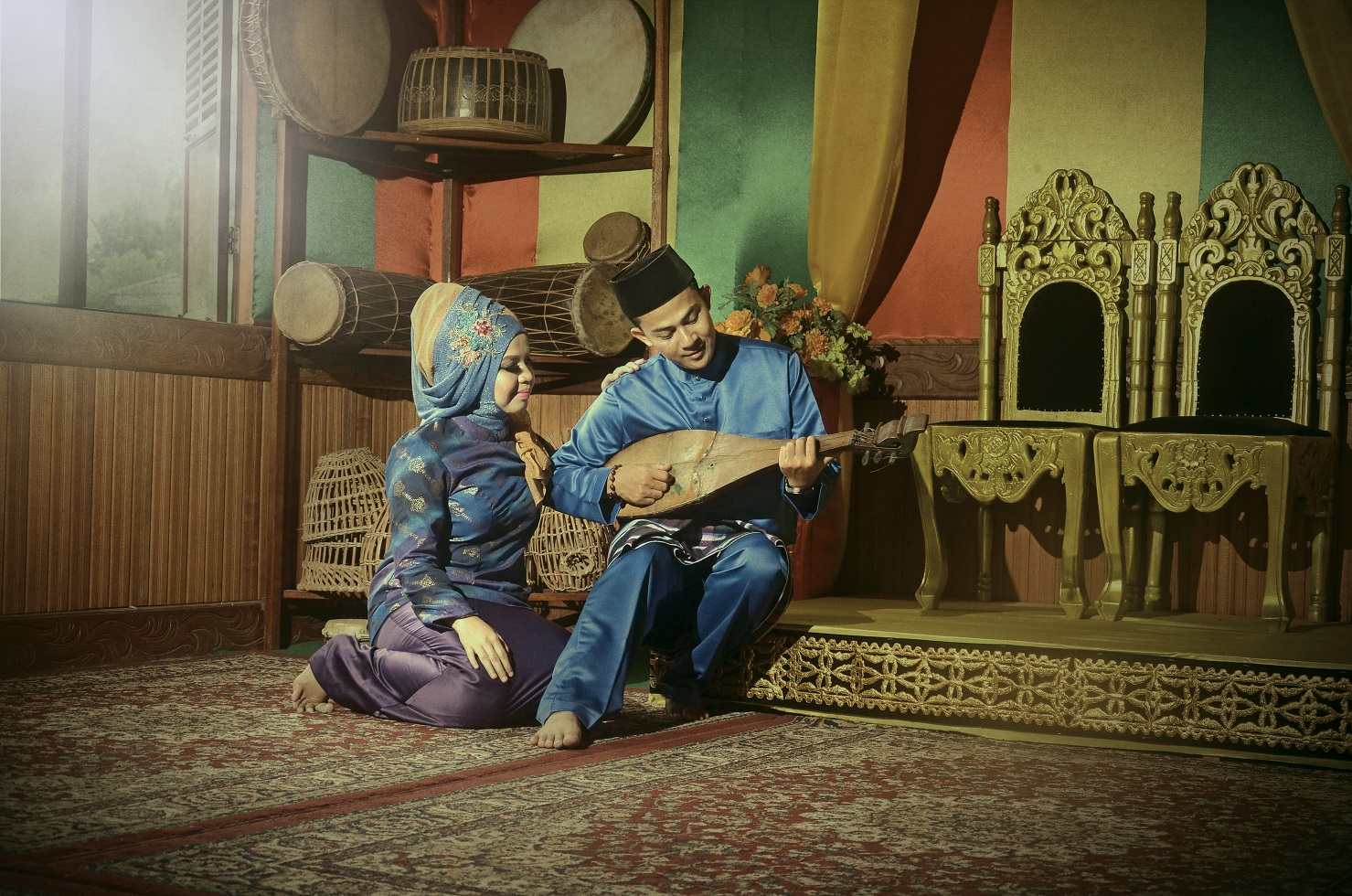
Malaiisches Paar in traditioneller Tracht beim Spielen der Laute gambus.Im Regal Fasstrommeln gondang und Rahmentrommeln rebana. Wandfarben in der malaiischen Trikolore grün-gelb-rot
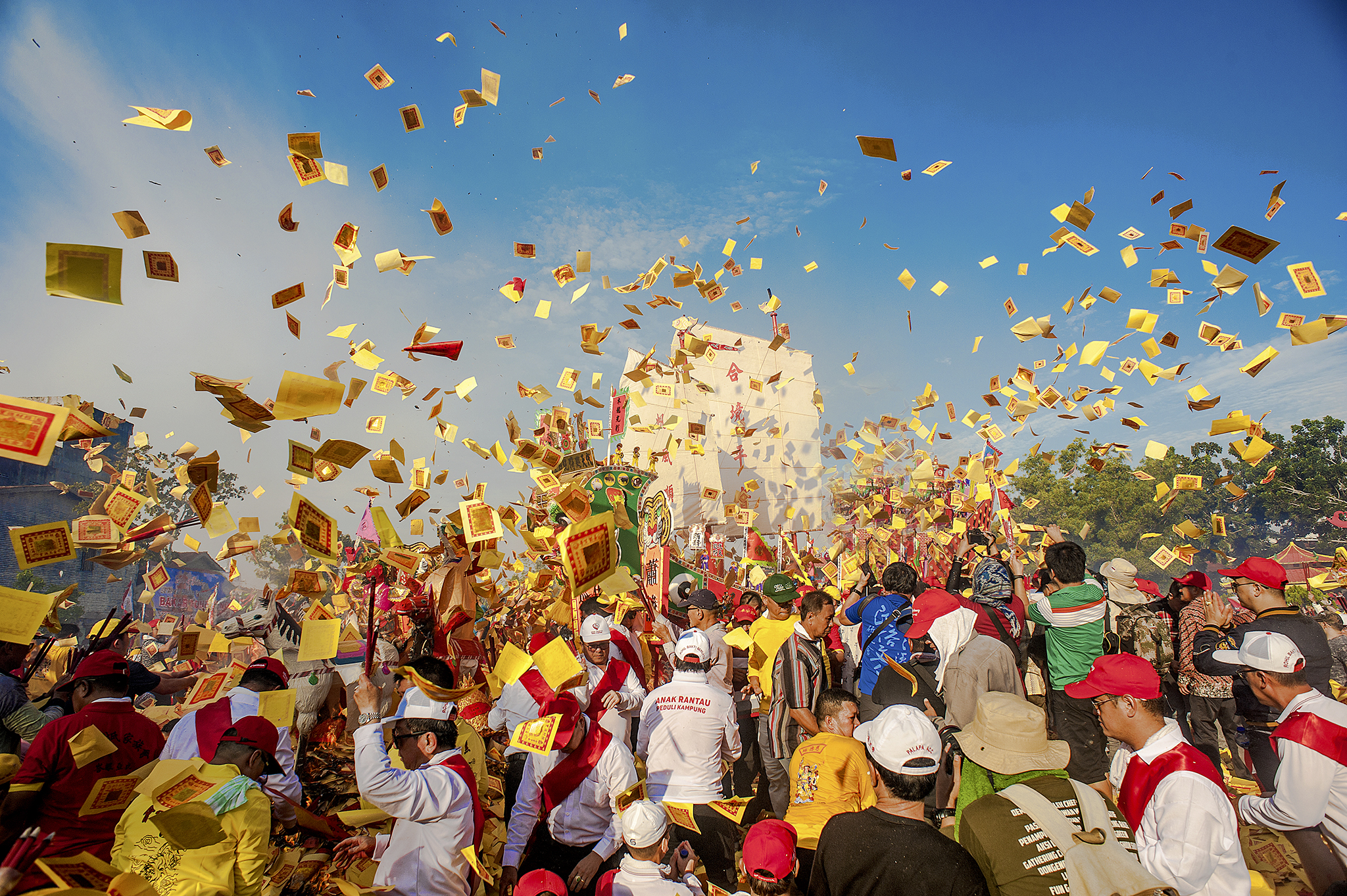
Bakar Tongkang-Festival 2019 in Bagiansiapai (Kab. Rokan Hilir)
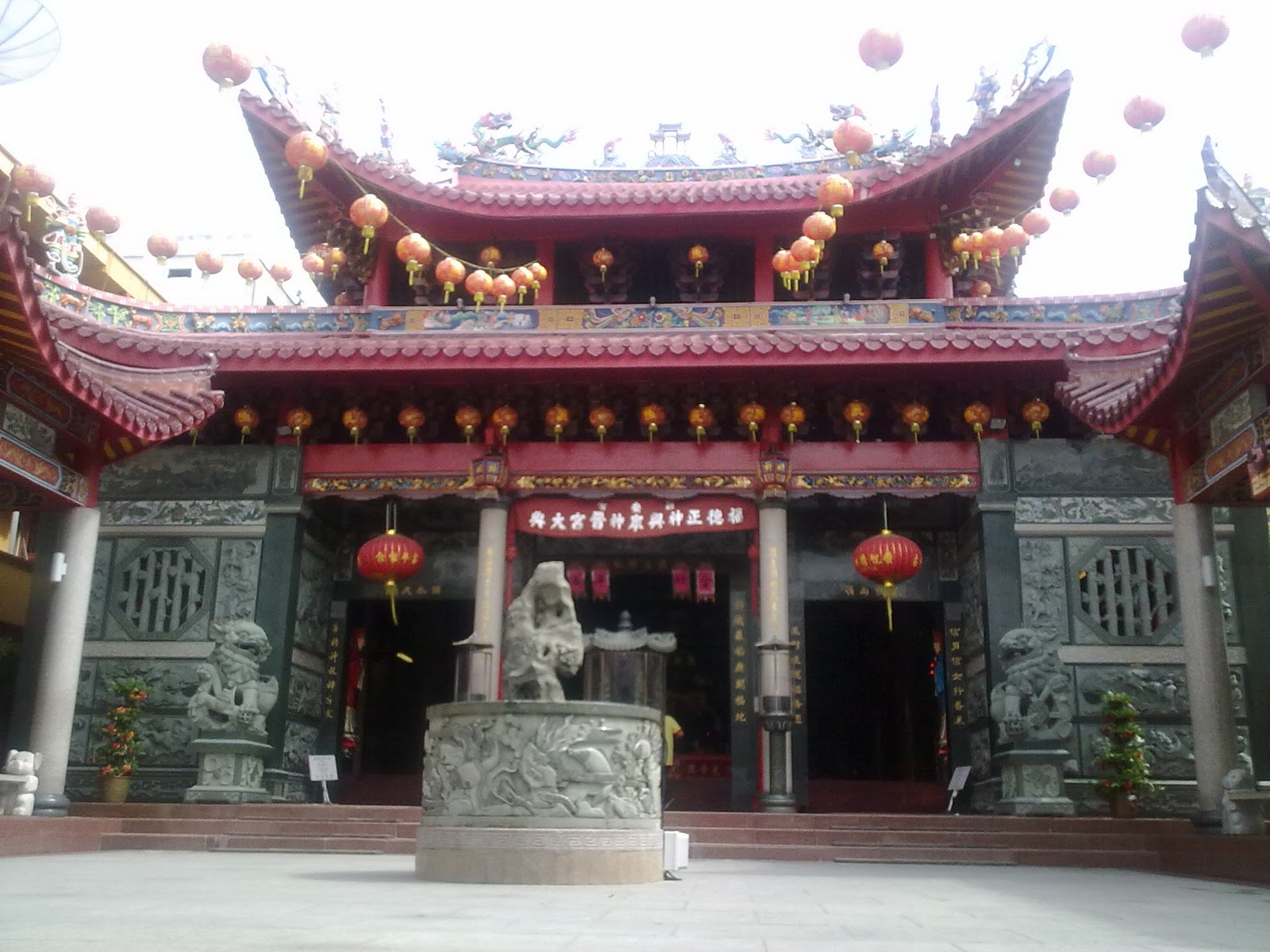
Chinesischer Tempel in Selatpanjang (Kab. Kep. Meranti)
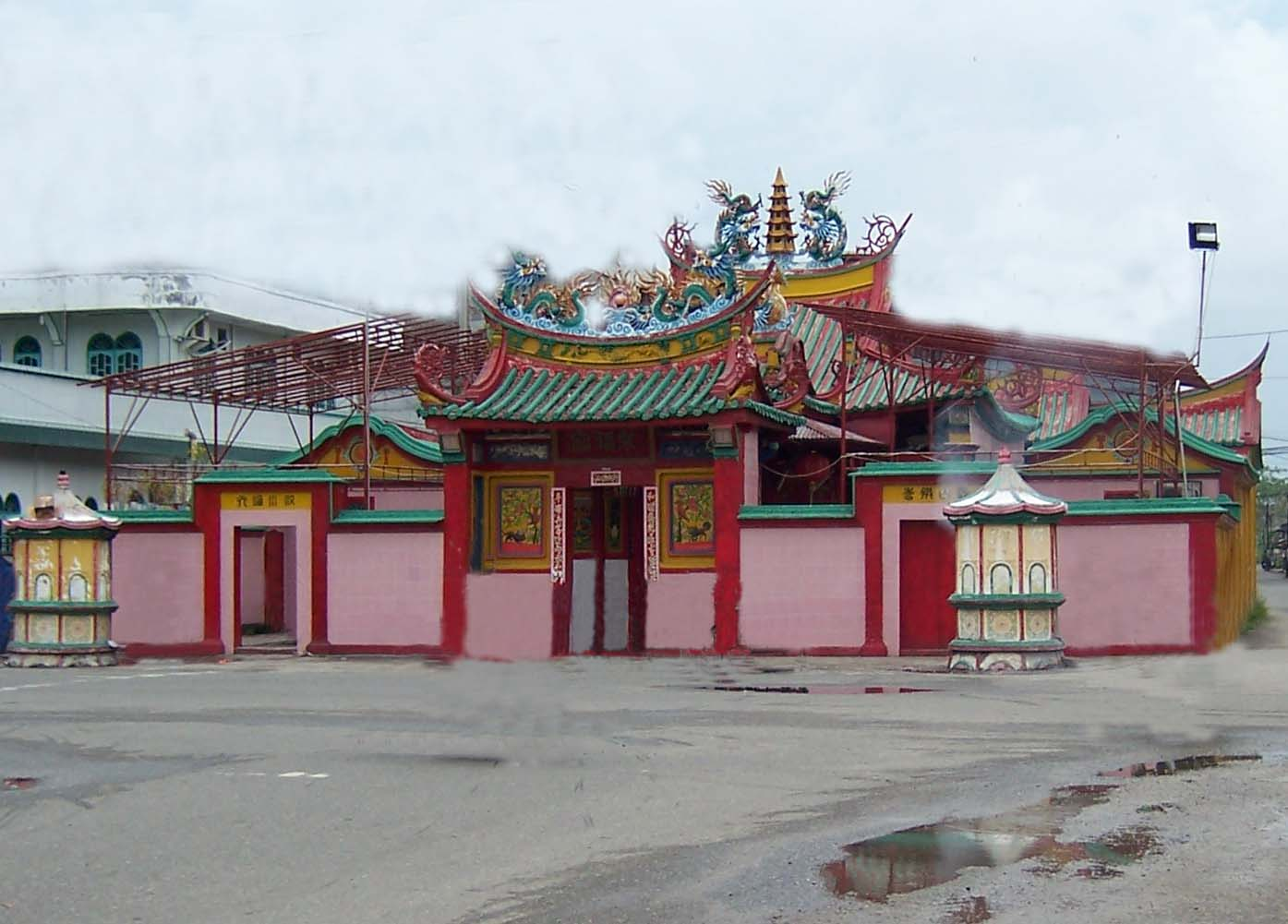
Chinesischer Tempel in Bagiansiapai
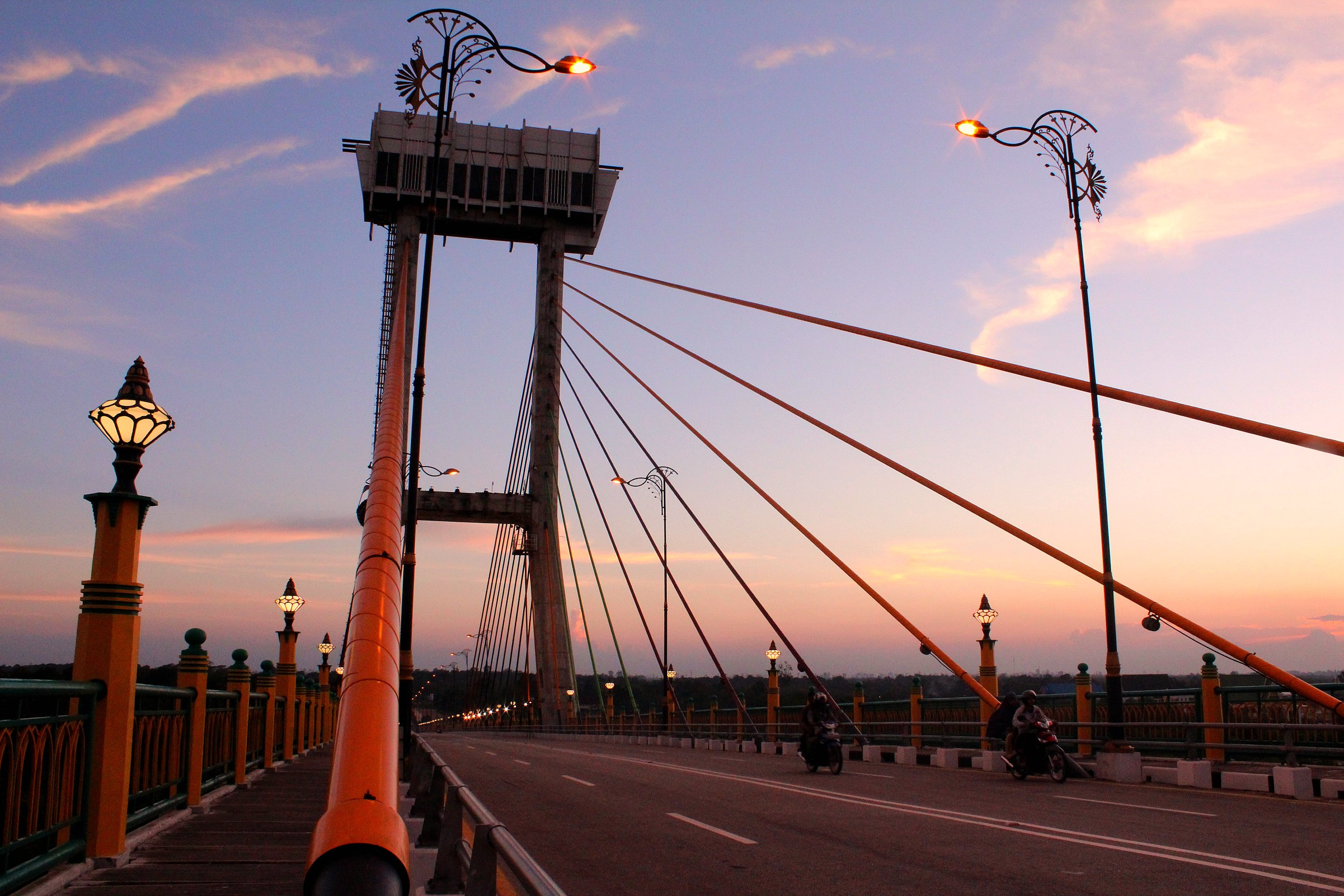
Tengku Agung Sultanah Latifah-Brücke in Siak